# Джером Арнольд
Джеро́м А́рнольд (англ. Jerome Arnold), справжнє ім'я Роме́о Мо́ріс А́рнольд (англ. Romeo Maurice Arnold; 12 листопада 1936, Чикаго, Іллінойс) — американський блюзовий басист. Працював з Хауліном Вульфом, був учасником гурту the Paul Butterfield Blues Band. Молодший брат Біллі Бой Арнольда.

## Біографія
Ромео Моріс Арнольд народився 12 листопада 1936 року в Чикаго, Іллінойс. Син Вільяма і Тельми Арнольд, брат Біллі Бой Арнольда і ймовірно Джуліо Фінна (справжнє ім'я Огастус Арнольд). Почав грати на електричній бас-гітарі після того, як його брат Біллі Бой не міг знайти собі в гурт хорошого басиста. У 1963 році акомпанував Біллі Бою у записі його дебютного сольного альбому More Blues on the South Side (1964) на лейблі Prestige. У червні 1966 року акомпанував Біллі Бою у записі «I Left My Happy Home», «Billy Boy's Jump» і «Crying and Pleading» (з Майті Джо Янгом) для альбому-антології Goin' to Chicago (1966) на Testament.
У 1962–1963 роках акомпанував Хауліну Вульфу на Chess («Do the Do», «Built For Comfort», «Tail Dragger»). Також співпрацював з Отісом Рашом, Мадді Вотерсом і Літтлом Волтером. У 1965 році Арнольд і ударник Сем Лей були звільнені з гурту Вульфа, і обоє приєднались до гурту Пола Баттерфілда The Paul Butterfield Blues Band. У 1965 році у складі гурту Баттерфілда виступив на фолк-фестивалі в Ньюпорті, де акомпанував Бобу Ділану (був одним із тих, хто підтримав Ділана після скандалу навколо його виступу). У вересні 1965 року взяв участь у записі дебютного однойменного альбому гурту, а в липні 1966 року — другого альбому East-West.
У 1968 році гастролював у складі Американського фолк-блюзового фестивалю. Того ж року разом з колишніми учасники гурту Баттерфілда взяв участь у записі дебютного альбому Сема Лея Sam Lay in Bluesland на Blue Thumb. У 1968 році увійшов до складу гурту Southern Comfort, з яким записав однойменний альбом у Лондоні.